# Paul Rodemann

Paul Rodemann

Paul Rodemann (* 22. April 1887 in Magdeburg; † 23. Februar 1963 in Offenbach am Main) gründete zusammen mit Johann Sebastian Dang nach dem Zweiten Weltkrieg mit Erlaubnis der amerikanischen Militärbehörde im südhessischen Darmstadt das Darmstädter Echo als regionale Tageszeitung. 
Der Arbeitersohn volontierte beim Harburger Volksblatt und beim Hamburger Echo, bevor er 1914 in den Ersten Weltkrieg zog. 1919 wurde er für die Sozialdemokraten in die Weimarer Nationalversammlung gewählt. Später arbeitete er als Redakteur bei sozialdemokratischen Zeitungen in Schwerin, Hameln und Offenbach. 
Wegen seines politischen Engagements wurde er nach der „Machtergreifung“ Hitlers zunächst ins Gefängnis geworfen und später in ein Konzentrationslager gebracht. Nach der Entlassung stand er unter Gestapo-Aufsicht und hatte Berufsverbot. 
Nach dem Einmarsch der Amerikaner setzten die Militärbehörden Rodemann zunächst als stellvertretenden Landrat des Kreises Offenbach ein, bevor er Lizenzträger der Frankfurter Rundschau wurde. Beim Darmstädter Echo übernahm er das Ressort Politik. Gefängnis und KZ-Haft hatten Rodemanns Gesundheit angegriffen. Vor allem aus diesen Gründen schied er 1949 als Gesellschafter des Darmstädter Echos aus. Bis zu seinem Tod lebte er in Offenbach.